# Walter Spence
Walter Percy Spence (* 3. März 1901 in Christianburg, Britisch-Guayana; † 16. Oktober 1958 in White Plains, Vereinigte Staaten) war ein kanadisch-guayanisch-US-amerikanischer Schwimmer.

## Karriere
Spence wurde 1901 als Sohn einer indischen Mutter und eines schottischen Vaters in Britisch-Guayana geboren. Hier lernte er gemeinsam mit seinem Bruder Leonard Spence das Schwimmen im Demerara River. Später immigrierte er zunächst nach Trinidad und anschließend nach Kanada. 1927 brach er den Weltrekord über 100 m Brust, den er bis 1932 innehatte. Im Jahr 1928 nahm er an den Olympischen Spielen in Amsterdam teil. Hier erreichte er mit der kanadischen Staffel über 4 × 200 m Freistil den dritten Rang und sicherte sich somit Bronze. Auch in den Individualdisziplinen über 100 m Freistil und 200 m Brust konnte er sich für die Finalläufe qualifizieren und platzierte sich jeweils als Sechster. Im Anschluss verließ er Kanada und ließ sich in den Vereinigten Staaten nieder. 1930 nahm er hier ein Studium an der Rutgers University auf. Zwischen 1932 und 1934 gewann er drei Mal in Folge den Titel der National Collegiate Athletic Association über 100 Yards Freistil. 1932 nahm er außerdem ein weiteres Mal an Olympischen Spielen teil. In Los Angeles scheiterte er mit der kanadischen Staffel über 4 × 200 m Freistil als Vierter knapp am Medaillengewinn. In den Wettbewerbsdisziplinen 100 m Freistil, 400 m Freistil und 200 m Brust erreichte er jeweils das Halbfinale. Zusätzlich war der Schwimmer auch für den Wettbewerb 100 m Rücken gemeldet, trat aber nicht an. 1938 war er Teil der Delegation von Britisch-Guayana bei den British Empire Games im australischen Sydney. Hier errang er über 220 Yards Brust die Silbermedaille.
Nach dem Ende seiner aktiven Laufbahn betätigte er sich als Versicherungsvertreter für die Security Mutual Life Insurance. Er starb 1958 bei einem Bahnunfall. 1967 wurde er zusammen mit seinen zwei Brüdern in die International Swimming Hall of Fame aufgenommen, zu diesem Zeitpunkt lebte nur noch Wallace Spence.